# Blutausstrich

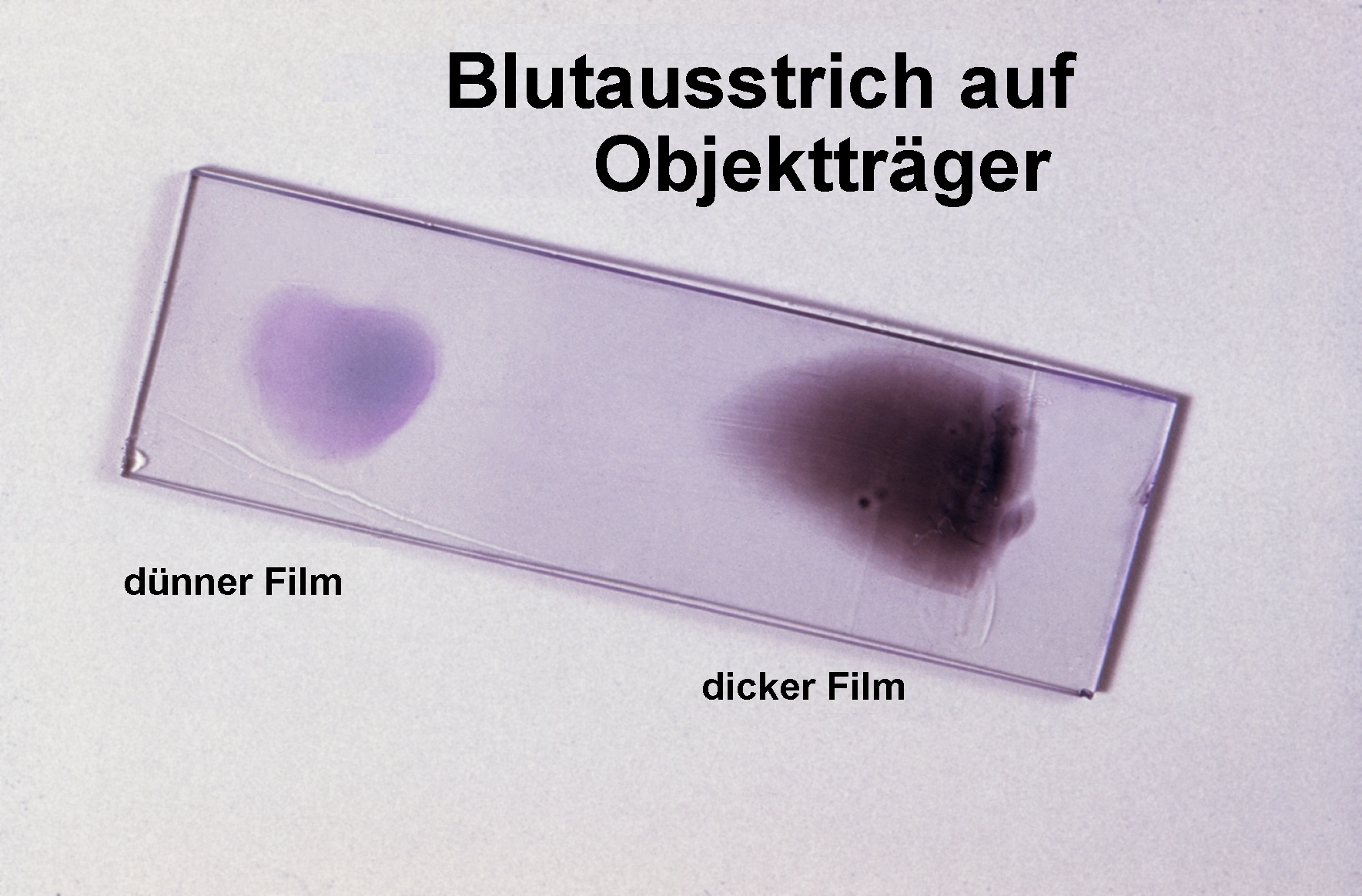
Blutausstriche mit Giemsa-Färbung

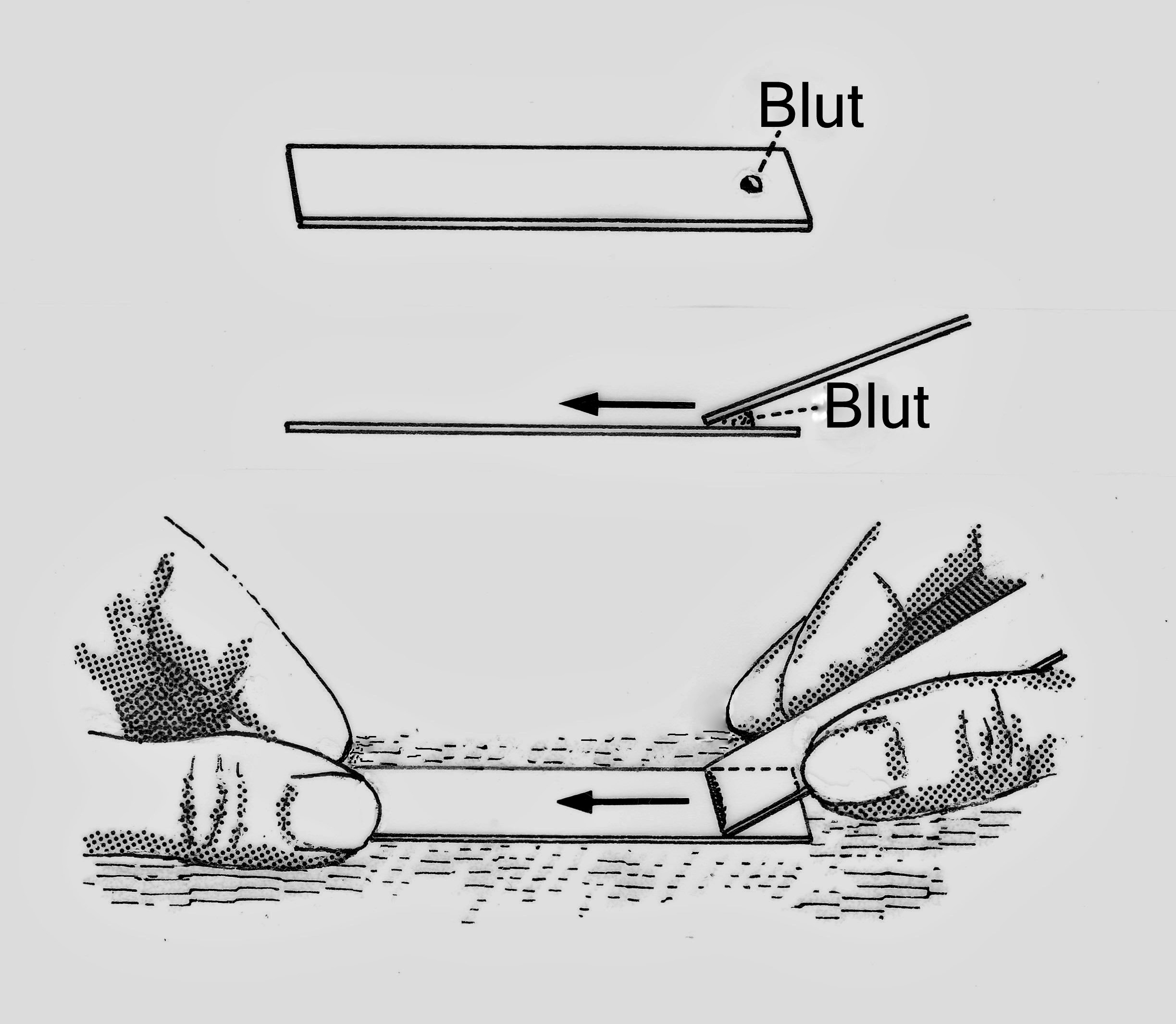
Anfertigung eines Blutausstriches (s. Text)

Der Blutausstrich (engl. blood smear, blood film) ist eine Methode zur Präparation von Vollblut für die mikroskopische Untersuchung. Er wird zur einfachen zytologischen bzw. hämatologischen Beurteilung der Blutzellen (Differentialblutbild) sowie dem Nachweis von Bakterien, Filarien, Plasmodien und anderen parasitären Erregern im peripheren Blut verwendet.
Gibt man Vollblut direkt auf einen Objektträger, so ist die Dichte der roten Blutkörperchen (Erythrozyten) meist so hoch, dass eine differenzierte Beurteilung der weißen Blutkörperchen (Leukozyten) nicht möglich ist.

## Technik
Man verwendet zwei Objektträger. Auf den ersten bringt man im Abstand von etwa 1 cm zu einem der schmalen Ränder den Blutstropfen auf (s. Abb.). Von der freien Seite nähert man sich mit der Kante des zweiten schräggehaltenen Objektträgers diesem Tropfen, bis er breiten Kontakt gewinnt. Dann streicht man in die andere Richtung zurück, so dass das Blut ohne Druck wie eine Schleppe ausgedünnt wird. Dadurch liegen die Blutzellen vereinzelt und können so besser beurteilt werden.
Der Ausstrich wird an der Luft getrocknet, fixiert und kann dann mit den üblichen Methoden angefärbt werden, zum Beispiel der Giemsa-Färbung oder der Pappenheim-Färbung.
Der normale Blutausstrich wird in der Tropenmedizin auch als „Dünner Tropfen“ bezeichnet, um ihn vom sogenannten Dicken Tropfen zu unterscheiden, bei dem eine hohe Dichte an Blutzellen im Sichtfeld des Mikroskops gewünscht wird.

## Färbetechniken
- Pappenheim-Färbung (panoptische Färbung, May-Grünwald-Giemsa)
- Romanowsky-Färbung
- Giemsa-Färbung
- Wright-Färbung
- Jenner-Färbung
- Leishmanien-Färbung
- Field-Färbung